# 吴持恭
吴持恭（1918年8月—2012年5月27日），浙江东阳人，中国水力学专家，被誉为“中国水力学泰斗”。

## 生平
1918年，吴持恭出生在浙江省东阳。1942年，吴持恭在云南大学土木系毕业，后远赴美国留学。1948年，吴持恭在美国德克萨斯农工大学毕业，获得科学硕士学位。吴持恭学成回国任教，担任四川大学终身教授。
2012年5月27日，吴持恭在四川省成都市逝世，享年94岁。

## 作品
- 《明渠水力学》[1]
- 《水力学》[2]

## 亲属
吴持恭一共有6个女儿。